# Абдулмеджидов, Ибрагим Абдулмеджидович
Ибрагим Абдулмеджидович Абдулмеджидов (4 ноября 1994, Буйнакск, Дагестан, Россия) — российский кикбоксер, представитель лёгкой весовой категории. Многократный чемпион России, чемпион мира. Мастер спорта России международного класса.

## Карьера
Уроженец Буйнакска. 28 июня 2019 года ему было присвоено звание мастер спорта России международного класса. В конце октября 2019 года в Сараево единственным в составе сборной России стал чемпионом мира. В начале сентября 2020 года в Ульяновске стал чемпионом России. В середине мая 2021 года в Челябинске вновь стал чемпионом России.

## Личная жизнь
Старший брат: Шамиль Абдулмеджидов, также кикбоксёр — многократный чемпион России и мира, его тренер.

## Достижения
- Чемпионат мира по кикбоксингу 2019 —
- Чемпионат России по кикбоксингу 2020 —
- Чемпионат России по кикбоксингу 2021 —